# After-Sales-Management
Der aus dem Englischen entlehnte Begriff After-Sales-Management bzw. Verkaufsfolge-Management bezeichnet sämtliche Maßnahmen des Marketings, die von Herstellern und Dienstleistern (einschließlich Handelsunternehmen) ergriffen werden, um nach einem erfolgreichen Geschäftsabschluss bzw. Verkauf den Kunden an das eigene Produkt, die eigene Dienstleistung, die eigene(n) Marke(n) oder das eigene Geschäft zu binden.
Das After-Sales-Management will die Kunden nachträglich in ihrer Kaufentscheidung bestätigen, sie zu Wiederholungs- und Zusatzkäufen anregen, die Kundenzufriedenheit erhöhen und die langfristige Kundenbindung sichern.
Da After-Sales-Services häufig eine höhere Marge als das Neugeschäft erzielen, kann ein professionelles After-Sales-Management nachhaltig zur Steigerung des Kundenwertes und der Profitabilität des Unternehmens beitragen.

## Einordnung
Das After-Sales-Management gilt als Teilbereich des Customer-Relationship-Managements (CRM), also der Pflege sämtlicher Kundenbeziehungen.
Weiterhin ist das After-Sales-Management als Teilschritt des Verkaufsprozesses einzuordnen, der idealerweise in eine erneute Pre-Sales-Phase mündet.

## Ziele
After-Sales-Management entstand aus der Erkenntnis, dass die Kundenbeziehung nicht mit dem Geschäftsabschluss endet, sondern über die gesamte Nutzungsdauer eines Produktes bzw. Artikels oder einer Dienstleistung weiter bestehen bleibt (Grundsatz: „Nach dem Kauf ist vor dem Kauf“).
Diesen Zeitraum für zusätzliche Marketinganstrengungen zu nutzen, um die Kundenzufriedenheit und die Kundenbindung zu steigern, ist das Hauptziel des After-Sales-Marketing. Kundendienst, Gewährleistungsarbeiten sowie die weitere Betreuung des Kunden durch den Verkäufer (Vertriebsmitarbeiter) sind typische Aufgaben des After-Sales-Managements. Aus handelspsychologischer Sicht wird vor allem das Doppelziel angestrebt, durch Nachkaufbetreuung der Kunden Nachkauf-Konsonanz herzustellen und Nachkauf-Dissonanz zu vermeiden.
Darüber hinaus erhoffen sich Hersteller und Händler durch After-Sales-Marketing mehr Informationen über Kundenwünsche, Kundenzufriedenheit und Markttrends. Somit fließen Erkenntnisse und Erfahrungen aus dem After-Sales-Marketing auch in die Planung, Produktion und Vermarktung zukünftiger Produkte, Dienstleistungen und Geschäftsideen.

## Instrumente
Das After-Sales-Management nutzt in erster Linie die nach dem Kauf eines Produkts oder der Inanspruchnahme einer Dienstleistung entstehenden Berührungspunkte zwischen dem Vertrieb, der eigenen Serviceorganisation und dem Kunden. Dies sind Service und Wartung, Ersatzteilbeschaffung, Reparatur und Reklamation. Diese Gelegenheiten werden genutzt, um den Kunden für weitere Angebote zu interessieren:
- Zusatzprodukte oder zusätzliche Dienstleistungen,
- ähnliche Produkte oder Dienstleistungen,
- neue Produkte oder Upgrades,
- Kundenzeitschriften oder Newsletter,
- Mitgliedschaft in Kunden-Club.

Die am häufigsten verwendeten Instrumente sind dabei das persönliche Gespräch, Telefonmarketing, Mailing per Post, Give-aways, Gewinnspiele, d. h. die Instrumente des klassischen Direktmarketing. Doch auch neuere Marketinginstrumente kommen verstärkt zum Einsatz: E-Mail, SMS, Internet-Communities, Incentives, Veranstaltungen.

## Chancen
Für den Werbungtreibenden bietet After-Sales-Management große Chancen. Die moderne Industriegesellschaft weist in fast allen Bereichen des Bedarfs und Konsums eine hohe Marktsättigung auf. Klassische Werbemaßnahmen genügen bei weitem nicht mehr, um in bestimmten Märkten bestehen zu können. Heiß umkämpft sind beispielsweise die Sektoren Telekommunikation, Automobile, Versicherungen, Finanzdienstleistungen, Reisen und viele mehr.
Der primäre Vorteil des After-Sales-Managements ist die Tatsache, dass man einen bestehenden Kundenstamm mit einzelnen Instrumenten aus dem Marketinginstrumentarium bearbeitet, d. h. man kennt die Zielgruppe, in der Regel sogar mit direkt auswertbaren Daten wie Wohnort, Telefonnummer, Geburtsdatum usw. Die Beschaffung dieser Kerndaten entfällt, und nach der alten Werberegel „Es ist leichter, einen bestehenden Kunden zu behalten als einen neuen zu gewinnen“ werden auch Kosten bei zu breit und unspezifisch gestreuten Werbemaßnahmen zur Neukundengewinnung gesenkt.
After-Sales-Management sollte jedoch nicht mit Kundenbetreuung verwechselt werden. Diese ist nur ein Teil der Maßnahmen, ein ebenso wichtiger Teil ist das Generieren von Zusatzgeschäft (Cross-Selling). So wird der Kunde nach Abschluss einer Autoversicherung z. B. weitere Angebote wie Lebens- oder Unfallversicherung vom Versicherer erwarten können. Auch ist es heute bei den meisten Automobilwerkstätten üblich, nach regelmäßigen Inspektionen den Kunden zu kontaktieren und z. B. zusätzlichen TÜV- oder Reifenlager-Service anzubieten. Ebenso verhalten sich Reiseveranstalter, die ihrer Klientel in regelmäßigen Abständen Reiseangebote nach persönlichem Kundengeschmack unterbreiten.
Ein weiteres Ziel des After-Sales-Managements ist die Vermeidung oder Einschränkung kognitiver Dissonanzen auf der Konsumentenseite, insbesondere bei hochpreisigen Gütern. Die Entscheidung des Konsumenten für ein vergleichsweise teures Auto mit der Begründung der beworbenen oder wahrgenommenen relativ höheren Qualität gegenüber einem preiswerteren Produkt kann beispielsweise dann zu kognitiven Dissonanzen führen, wenn die tatsächliche Qualität nicht der beworbenen entspricht. Da dies zu anhaltender Unzufriedenheit seitens des Kunden führen kann (z. B. durch Rechtfertigungsdruck in der Familie oder im Freundeskreis), versucht der Verkäufer diese durch geeignete Maßnahmen (beispielsweise durch besseren Service, imageorientierte Kommunikationsmaßnahmen) zu minimieren.

## Risiken
Wie alle anderen Führungsinstrumente ist auch das After-Sales-Management wesentlich mit dem Problem der Überinformation bzw. der „Werbeschwemme“ behaftet. Je konsumorientierter ein Verbraucher ist, desto stärker wird er von After-Sales-Maßnahmen betroffen sein und desto geringer ist die Chance der einzelnen Maßnahmen, bis zu ihm durchzudringen und den gewünschten Kaufimpuls auszulösen. Je stärker ein Markt oder eine Konsumentengruppe umkämpft wird, desto geringer wird die Möglichkeit des kurzfristigen Erfolgs mit After-Sales-Marketing. In diesem Bereich kann nur mit wohldosierter und vor allem konstanter Aktivität Erfolg erzielt werden. Es ist unbedingt zu berücksichtigen, dass eine wesentliche Komponente des After-Sales-Marketings auf der Qualität der Produkte bzw. Dienstleistungen beruht: Ein schlechtes Produkt oder eine mangelhafte Dienstleistung wird nur selten ein zweites Mal in Anspruch genommen werden, unabhängig davon, wie intensiv die After-Sales-Maßnahmen sind.